# ライプツィヒ討論
ライプツィヒ討論とは1519年7月にライプツィヒで行われた討論会。

## 概要
1517年10月31日に95ヶ条の論題を発表したマルティン・ルターに対して1519年1月に神学者として名高いヨハン・エックはルターに反論する多数の論争集を発表した。同じく1月に教皇特使のカール・フォン・ミルティッツと、ルターは双方共に意見を公的に発表しないアルテンブルク協定を結んだ事により事態は沈静化するかに見えた。
カトリック側から加えられた圧迫の中で1519年6月27日から7月16日にかけて、ザクセン公ゲオルクの仲介により、ライプツィヒでパリ大学、エルフルト大学の神学者を審判として開催されたこの討論会には教皇庁からルターの盟友であるルドルフ・カールシュタットとの論戦のために神学者として名高いヨハン・エックが論客として差し向けられ、1週間にわたりカールシュタットと討論した後で続いて論戦に参加したルターとも1週間にわたり論戦を繰り広げ、エックによる誘導尋問により、ルターは公会議の権威をも否定した。ルターがローマ教皇権が聖書にもとづくものでないことを主張してその権威を否定したことで当初は一介の神父による学説論争から政治闘争へと発展する一連の宗教改革の転換点になった出来事だったと看做される。

## その後
1520年にライプツィヒ論争のルターの主張を根拠に教皇庁はルターに対して破門を警告した。これに対してルターは反論したが、同年12月10日にルターはウィッテンブルクのエルスター門の前で破門を告げる教皇の勅書を焼き払い、さらに同じ火で教会法典を焼き払った。そして宗教改革は徐々に広がり、大きな動きへと発展していく。